# Acremma albipoda
Acremma albipoda är en fjärilsart som beskrevs av Emilio Berio 1959. Acremma albipoda ingår i släktet Acremma och familjen nattflyn. Inga underarter finns listade i Catalogue of Life.